# Maps of Meaning: The Architecture of Belief
Maps of Meaning: The Architecture of Belief (in italiano: "Mappe di significato: l'architettura del credo") è un libro del 1999, scritto dallo psicologo clinico canadese e professore di psicologia Jordan Peterson. Il libro descrive una teoria sistematica sulla tendenza innata degli uomini a costruire il significato e i sistemi di credenze, rappresentati dal processo mitico dell'eroe-esploratore, e fornisce un'interpretazione evolutiva dei modelli religiosi, ideologici e mitologici della realtà in una chiave compatibile con la psicologia evoluzionista, con la psicologia analitica junghiana e con l'attuale comprensione scientifica della mente umana, basata sulla neurobiologia.
Il libro esamina la «struttura dei sistemi di credo e il ruolo che questi sistemi giocano nella regolazione delle emozioni», usando «molteplici campi accademici per dimostrare che connettere miti e credi con la scienza è essenziale per comprendere appieno come le persone costruiscono il significato». Con questo libro Peterson sintetizza idee tratte da narrazioni mitologiche, religiose, letterarie e filosofiche, nonché dalla ricerca neuropsicologica, nella «classica, antica tradizione delle scienze sociali».
Peterson evidenza elementi costanti nella storia umana, che hanno portato persone di culture ed epoche diverse a formulare miti e storie con strutture simili (archetipi), esplorando la connessione tra ciò che la moderna neuropsicologia ci dice del cervello e ciò che rituali, miti e storie religiose hanno narrato a lungo. 

## Background ed elaborazione
Peterson ha scritto, elaborato e rielaborato il libro per più di 13 anni nel tentativo di «spiegare il significato della storia». In esso, riflette brevemente anche sulla sua infanzia, come ragazzo cresciuto in una famiglia cristiana che rispondeva alle sue domande sulla verità letterale delle storie bibliche in modo ben poco soddisfacente; ciò, rivela Peterson, gli fece ben presto perdere interesse nel frequentare la comunità religiosa. Durante l'adolescenza e la prima età adulta, cercando di trovare la risposta per «la generale follia sociale e politica e il male del mondo» (dalla guerra fredda al totalitarismo) per un breve periodo di tempo ha abbracciato il socialismo e la scienza politica, ma insoddisfatto e caduto in depressione, ha trovato poi ispirazione nelle idee di Carl Jung e ha deciso di studiare psicologia. Peterson ha poi iniziato a scrivere Maps of Meaning a metà degli anni '80, e ne ha usato il testo (poi intitolato "Gods of War") durante le lezioni mentre lavorava come assistente professore di psicologia all'Università di Harvard. Egli intendeva inizialmente utilizzarlo per fare domanda di ruolo ad Harvard, ma senza sufficiente fiducia in sé stesso ed essendo sposato con due bambini, ha poi deciso di accettare l'offerta dell'Università di Toronto nel 1998.
Secondo Craig Lambert, in un articolo per l'Harvard Magazine, il libro è influenzato dalla visione archetipica di Carl Gustav Jung dell'inconscio collettivo e dalle moderne conoscenze della psicologia evoluzionista. Comprende teorie di religione e Dio, teorie sull'origine naturale della cultura moderna, e la bibliografia spazia tra numerosi autori, come: Fëdor Dostoevskij, Friedrich Nietzsche, Aleksandr Solzhenitsyn, Jean Piaget, Erich Neumann, Dante Alighieri, Hannah Arendt, Northrop Frye, Johann Wolfgang von Goethe, i Fratelli Grimm, Stephen Hawking, Lao Tzu, Konrad Lorenz, Alexander Luria, John Milton, B. F. Skinner, Voltaire, Ludwig Wittgenstein, Carl Gustav Jung, Mircea Eliade, Joseph Campbell, Søren Kierkegaard, Ayn Rand, Viktor Frankl, George Orwell, Aldous Huxley, Stendhal, Emily Brontë, Lev Tolstoj, Tolkien, Ernest Hemingway e Hermann Hesse, tra i tanti.

### Pubblicazione
Il libro fu pubblicato nel 1999 dalla Routledge. L'edizione con copertina rigida è stata pubblicata nel 2002, mentre l'edizione dell'audiolibro integrale è stata pubblicata nell'aprile 2018 da Penguin Random House Audio.

## Contenuto
Se la struttura culturale viene infranta, involontariamente, ritorna il caos. E siamo disposti a fare qualunque cosa — qualunque — per difenderci da quel ritorno.»
(Jordan Peterson, 1998; Descensus ad Inferos)
Secondo Peterson, l'iniziale obiettivo principale era esaminare perché sia i singoli individui che i gruppi partecipassero ai conflitti sociali, esplorando i ragionamenti e le motivazioni che questi individui utilizzano per sostenere i loro sistemi di credenza (cioè l'identificazione ideologica) che alla fine si traducono in uccisioni e atrocità patologiche a cui possiamo assimilare esempi contemporanei come i gulag, il campo di concentramento di Auschwitz, i massacri delle foibe, il genocidio armeno, la Jihād, la caccia alle streghe e il genocidio ruandese. Peterson si considera un pragmatista, e usa la scienza e la neuropsicologia per esaminare e apprendere dai sistemi di credenze del passato e viceversa, sviluppando una teoria prevalentemente fenomenologica. Nel libro egli esplora le origini psicologiche del bene e del male, e teorizza che «un'analisi delle idee religiose del mondo potrebbe permettere di descrivere la moralità nella sua essenza e portare a sviluppare un sistema di moralità universale».
Secondo la teoria di Peterson, esiste - a livello psicologico/fenomenologico - una lotta, una perenne tensione tra il caos (caratteristico dell'ignoto, del territorio inesplorato, come ad esempio la natura) e l'ordine (caratteristico del territorio esplorato e mappato, come ad esempio la cultura). Gli esseri umani con la loro innata capacità di astrazione rendono astratta anche la territorialità – ovvero considerano "territorio" anche i propri sistemi di credenze che «regolano le emozioni». Una potenziale minaccia a un'importante credo scatena perciò reazioni emotive a cui possono potenzialmente seguire tentativi patologici di affrontare il proprio caos interno, ma «le persone generalmente preferiscono che la guerra sia qualcosa di esterno, piuttosto che interno [...] qualcosa che [non porti a] riformare le nostre convinzioni sfidate». Il principio intermedio è il logos (coscienza e parola), e le figure eroiche sono coloro che sviluppano la cultura e le società come intermediari tra le due forze naturali di ordine e caos. In questo senso il «mito rappresenta l'eterno ignoto [...] conosciuto [...] conoscitore»; il conoscitore è l'eroe che «uccide il drago del caos» come San Giorgio, risultando come simbolo di «maturità nella forma dell'individualità», simbolo di responsabilità coraggiosa nella ricerca di significato tra ordine e caos, e simbolo di trasformazione creativa tra territorio noto e territorio ignoto.
In tutto il libro, Peterson tenta di spiegare in termini scientifici come funziona la mente, per spiegare l'origine psicologica dei sistemi di credenze, includendo nel contempo illustrazioni con elaborati diagrammi geometrici (ad esempio "The Constituent Elements of Experience as Personality, Territory, and Process").

### Il mito e l'evoluzione della moralità
Un filo conduttore dei maggiori argomenti del libro può essere evidenziato tramite i seguenti passaggi:
1. I miti possiedono caratteri culturalmente universali;
2. I miti rappresentano l'origine psicologica della moralità;
3. I miti rappresentano la base filosofica per la moralità;
4. Una moralità basata sugli archetipi mitici permette di attuare dei giudizi morali sugli stati totalitari.

Peterson segue infatti la concezione archetipica di Carl Jung e Erich Neumann supponendo che i miti e le narrazioni letterarie abbiano dei substrati archetipici universali, dei pattern di rappresentazione simbolica praticamente comuni a tutte le culture umane. Per dimostrarlo Peterson fa esempi della tradizione mitica mesopotamica, di quella giudaico-cristiana, con numerosi riferimenti anche al Buddismo e alle mitologie sottese alle religioni orientali.
Il substrato archetipico universale del mito, secondo Peterson, tende a descrivere il mondo come forum per l'azione di tre elementi costitutivi, che si manifestano nei miti delle varie culture umane in tipici schemi di rappresentazione metaforica. Il primo di questi tre elementi è il «territorio inesplorato – la Grande Madre, la natura, il creativo e il distruttivo, la fonte e il luogo di riposo finale di tutte le cose determinate». Il secondo è il «territorio esplorato – il Grande Padre, la cultura, la saggezza protettrice e tirannica, ancestrale e cumulativa». Il terzo è il logos, il «processo che media tra territorio inesplorato ed esplorato: il Figlio Divino, l'individuo archetipo, la Parola esplorativa creativa e l'avversario vendicativo».
Secondo Peterson questi miti archetipici sono serviti a cementificare socialmente un'innata tendenza morale emersa nell'uomo (rintracciabile, in forma abbozzata, anche negli altri animali e soprattutto nei primati, come evidenziato dagli studi di Frans de Waal), dando così alla morale una potente base astratta di significato. Secondo Peterson infatti gli antichi miti contengono al loro interno la base psicologica e filosofica della morale umana. Il significato infatti, secondo Peterson, ha delle evidenti implicazioni per l'output comportamentale; e logicamente, di conseguenza, il mito – che è la forma archetipica della costruzione del significato – non può che presentare «informazioni rilevanti per il più fondamentale dei problemi morali».
«I miti – arguisce Peterson – sono centrati e correttamente interessati alla natura del successo dell'esistenza umana. Un'attenta analisi comparativa di questo grande corpo della filosofia religiosa potrebbe consentirci di determinare provvisoriamente la natura essenziale della motivazione e della moralità umane». Secondo Peterson infatti: «una precisa specificazione degli aspetti comuni mitologici sottostanti potrebbe permettere di comprendere il primo stadio di sviluppo nell'evoluzione cosciente di un sistema veramente universale di moralità».
Di conseguenza la mitologia religiosa diventa, secondo Peterson, il primo step per approcciare una forma di pensiero e di azione morale: «Il mito ritrae ciò che è noto e svolge una funzione che, se limitata a ciò, potrebbe essere considerata di importanza capitale. Ma il mito presenta anche informazioni molto più profonde - quasi indicibilmente profonde, una volta che verranno (oserei dire) correttamente comprese. Tutti produciamo modelli di ciò che è e di ciò che dovrebbe essere, e di come trasformare gli uni negli altri. Modifichiamo il nostro comportamento quando le conseguenze di tale comportamento non sono quelle che vorremmo. Ma a volte la mera alterazione del comportamento è insufficiente: dobbiamo cambiare non solo ciò che facciamo, ma ciò che pensiamo sia importante. Ciò significa una riconsiderazione della natura del significato motivazionale del presente e la riconsiderazione della natura ideale del futuro».
Secondo Peterson, che dà una spiegazione evolutiva dell'origine della mitologia, i miti permettono di individuare in forma archetipica, i pattern di comportamento vantaggiosi che, se seguiti, possono consentire all'essere umano di "vivere" in modo compatibile con il successo evolutivo della propria individualità. Secondo Peterson infatti: «la verità mitica è l'informazione, derivata dall'esperienza passata, derivata dall'osservazione passata del comportamento, ed è rilevante dal punto di vista della motivazione fondamentale e dell'effetto».

#### L'emergere della «moralità» e il peso evolutivo delle gerarchie
Peterson si riallaccia alle scoperte di Jean Piaget che sì interessò allo studio e alla spiegazione della spontanea emersione della moralità nei giochi tra i bambini. Piaget notò che quando i bambini stavano insieme e si univano per uno scopo particolare (in generale per giocare), emergeva una sorta di moralità. In ogni gioco emergeva un particolare substrato di moralità. Le idee e i comportamenti in comune tra le moralità emergenti dai vari giochi divenivano una sorta di «meta-moralità», a sua volta emergente dalle particolari moralità incorporate alle differenti situazioni cooperative e competitive tra bambini (ossia i differenti giochi).
Peterson in un certo grado espande il ragionamento di Piaget, biologicamente, alle gerarchie di dominanza (o ordinamenti gerarchici), dei modelli sociali particolarmente comuni ed vantaggiosi negli animali che formano associazioni individualizzate (come l'uomo o i mammiferi in generale). Molti animali sociali, e in un certo grado anche alcuni animali che non sono sociali, sono infatti «incorporati», biologicamente, in una gerarchia di dominanza tra gli elementi della propria specie all'interno di un territorio delineato. Nel corso dell'ominazione, in un processo di adattamento operante anche a livello psicologico, secondo Peterson l'uomo ha finito per «astrarre» dalle varie gerarchie di dominanza in cui era biologicamente incorporato un'idea stessa della necessità della gerarchia, un significato, un substrato etico sotteso alla gerarchia, in altre parole una piramide di valori. L'idea centrale della gerarchia, la sua moralità, naturalmente, era strettamente correlata a ciò che vi era sulla sommità – ciò che reggeva la gerarchia – ovvero, in pratica, l'astrazione di un principio religioso divino, l'idea di Dio, espressa dalle varie culture umane in differenti forme metaforiche: l'occhio della Provvidenza nella cultura egizia, il Buddha d'oro nel Buddismo, o il crocifisso nel Cristianesimo. Tale idea centrale ha a che fare, secondo Peterson, con l'«accettazione volontaria della sofferenza» insita nella vita (anche all'interno di un contesto sociale gerarchico); in questo modo l'uomo è diventato autocosciente della sofferenza, della "dimensione" tragica della propria esistenza, ma ha anche imparato ad accettarla e ad andare avanti. Questa idea centrale non è un'idea arbitraria: secondo Peterson è un'idea strettamente e profondamente radicata nella cultura e nella biologia umana, resa innata nel processo di adattamento evolutivo umano, a livello psicologico, proprio a causa peso evolutivo delle gerarchie di dominanza nel regno animale. Infatti l'«idea della gerarchia» è, secondo Peterson, radicata nella biologia, è instanziata anche nel nostro sistema nervoso, proprio perché la gerarchia di dominanza stessa è profondamente radicata nella biologia degli animali, da almeno 350 milioni di anni.
La neuropsicologia e le neuroscienze hanno evidenziato infatti delle differenze nel cervello che sembrano dipendere e tenere traccia dello status dell'individuo all'interno della gerarchia: più l'esemplare è dominante, più grandi sono alcune regioni cerebrali, soprattutto quelle del circuito neurale composto dall'amigdala, coinvolta nell'apprendimento e nell'elaborazione di informazioni sociali ed emotive, e dall'ipotalamo, implicato nel controllo dei neurotrasmettitori e dei neurormoni come la serotonina. Queste differenze sono state osservate anche nei primati e nei crostacei (come le aragoste). In pratica, sulla base delle moderne conoscenze scientifiche, più si è ai piani bassi della gerarchia più - in generale - si tende ad essere impulsivi, stressati e «sensibili alle emozioni negative»; al contrario, più si è in alto all'interno della gerarchia più si alza il livello di serotonina, e si è dunque meno «sensibili alle emozioni negative», meno impulsivi e in generale si vive di più e meglio.
Peterson si chiede dunque se c'è un'etica prestabilita, un insieme di comportamenti preferenziali e vantaggiosi, che possano aumentare la probabilità di muoversi verso l'alto all'interno delle gerarchie. Per trovare una risposta a questa domanda esistenziale, egli riprende i ragionamenti di Carl Jung, secondo cui - come detto - l'essere umano ha delle idee archetipiche interiorizzate, delle idee di divinità, che poi utilizza per popolare il mondo che non comprende. Gli antichi, ad esempio, nel guardare il cielo utilizzavano la loro immaginazione per popolare i cieli di figure, trovando forme nei cieli, come ad esempio le costellazioni. Le divinità in qualche modo, secondo l'interpretazione di Jung, erano immagini diffuse dalla propria immaginazione verso il mondo; innate e contenute nell'inconscio, le "divinità" sono idee che si manifestano quando si incontra l'ignoto, il territorio inesplorato, e non sono altro che immagini da proiettare su ciò che non si comprende. Le divinità dunque provengono dall'immaginazione, ed è lì che secondo Jung dobbiamo andarle a ritrovare: è come tornare a «salvare il proprio padre dal ventre della balena» nella favola di Pinocchio, che metaforicamente esprime proprio tale concetto.
L'idea di Jung, condivisa da Peterson, è che «i cadaveri delle divinità abitano la nostra immaginazione», ed è tornando alla nostra immaginazione che questi cadaveri si possono rivivificare. È, cioè, ricercando e investigando la struttura della nostra immaginazione, che si possono scoprire i grandi archetipi che devono guidare l'essere umano. Peterson considera l'immaginazione - almeno in parte - come una manifestazione della propria biologia. Le varie culture umane hanno espresso la loro immaginazione in modi certamente diversi, ma esse hanno in comune un background innato che per l'appunto consente l'espressione dell'immaginazione. In un certo senso, secondo Peterson, l'immaginazione funziona come il linguaggio, ovvero è una predisposizione innata: i bambini infatti, appena nati, possono potenzialmente imparare qualunque fonema, sono biologicamente predisposti per farlo; poi però quando incominciano ad imparare il proprio linguaggio, che dipende dalla cultura di appartenenza, imparano solo certi fonemi mentre perdono l'abilità di esprimerne altri. Come il linguaggio, anche l'immaginazione funziona così: secondo Peterson, che media le idee di Jung con le moderne conoscenze scientifiche, noi manifestiamo un innato potenziale espressivo nella nostra immaginazione, costruito nella psicologia dalla biologia, che potenzialmente permetterebbe di esprimere tutti i possibili archetipi; poi però, quando si è «inculturati» nel proprio ambiente socio-culturale, il set di archetipi che si manifestano prende forma e si restringe al modo in cui essi vengono espressi nella propria cultura di appartenenza. Le idee archetipiche sottese però, innate nella nostra immaginazione, per Peterson sono le stesse, sono identiche, ma vengono poi «intrappolate in diversi abiti culturali».
Cosa si nasconde nell'immaginazione dunque? Peterson, come Jung, vede l'immaginazione come il luogo di nascita di innate idee archetipiche, che lui interpreta come rappresentazioni dei pattern del nostro comportamento adattativo, e raffigurano dunque le gerarchie di dominanza, che sono biologicamente i modi standard (evolutivamente più vantaggiosi) in cui gli esseri umani, tanto quanto gli altri animali, organizzano i propri gruppi all'interno di un territorio. Quando l'evoluzione ha portato l'uomo ad essere autocosciente, lo ha reso autocosciente di sé, della propria sofferenza, dell'appartenenza al proprio gruppo e delle gerarchie di dominanza interne al gruppo, e l'appartenenza e l'accettazione di tale appartenenza è coincisa con l'astrazione dell'idea di tali gerarchie all'interno delle idee archetipiche. Di conseguenza, queste idee innate non arbitrarie, che possono dirigere la morale dell'uomo e il suo comportamento, secondo Peterson, hanno un fondamento biologico e non possono che contenere al loro interno i modelli biologici standard di comportamento, il riconoscimento delle gerarchie e i modi per scalarle, i pattern vantaggiosi di adattamento evolutivo comportamentale della nostra specie. Quando l'uomo ha incominciato ad essere autocosciente, come strategia evolutiva, ha dato significato e dunque accettato, a mano a mano, i ruoli di potere all'interno delle naturali gerarchie. In questo senso Peterson interpreta, ad esempio, le idee archetipiche della mitologia mesopotamica, con personaggi mitici come Marduk che rappresentano come deve strutturarsi il potere, ovvero non in modo tirannico, ma sulla base di: «discorso, visione e buona volontà di confrontare il terribile ignoto». Marduk, nell'iconografia e nella mitologia tradizionale possiede infatti degli occhi attorno a tutto il capo, utilizza il potere magico della parola in modo maturo e responsabile, e si confronta contro il primordiale drago marino Tiāmat, ovvero il drago del caos, una raffigurazione del rettile predatore che si annida nei pericoli dell'ignoto.
L'idea archetipica, eternamente ricorrente nei sistemi di credenze religiosi di tutte le culture, dell'individuo-eroe al vertice della gerarchia (da Cristo, a Buddha, a Marduk, a Horus, a San Giorgio), che si affaccia con coraggio all'ignoto, che vuole articolare l'ignoto e renderlo noto per proteggere i suoi simili, che si prende la responsabilità di cercare un significato nel territorio ignoto, il simbolo del logos – il potere della parola che trasforma la realtà, altro non è secondo Peterson che la rappresentazione e il contenitore dei modelli di comportamento vantaggiosi (e dunque virtuosi, in senso pragmatico) che permettono di scalare con successo le gerarchie umane.

#### La «malattia spirituale» del totalitarismo
Peterson inoltre motiva la propria indagine sulle «mappe del significato» anche come un tentativo per comprendere che deviare da queste evolute architetture religiose del significato, può portare a conseguenze pericolose per gli uomini e potenzialmente nefaste e sanguinarie. Confondere il background mitico, o addirittura negarne la valenza etica (in termini evolutivi) può portare infatti secondo Peterson a conseguenze tragiche, e può spiegare anche le orribili atrocità dei regimi totalitari nel XX secolo. Con la sua riflessione, Peterson cerca di individuare sia le motivazioni psicologiche che hanno indotto Hitler, Stalin, Mao e altri tiranni ad uccidere decine di milioni di persone, sia un possibile metodo per prevenire eventuali future atrocità. A queste domande pressanti Peterson ritiene di poter rispondere usando la prospettiva basata sulla concretizzazione mitica della moralità.
Secondo Peterson è il "diavolo" lo spirito archetipico «alla base dello sviluppo del totalitarismo», ovvero «uno spirito che è caratterizzato da una rigida credenza ideologica (espressa con il "predominio della mente razionale"), dall'affidamento sulla menzogna come modello di adattamento (espressa con il rifiuto di ammettere l'esistenza dell'errore e di apprezzare la necessità della devianza) e dall'inevitabile sviluppo dell'odio verso sé e verso il mondo». Secondo Peterson infatti «la presunzione della conoscenza assoluta», che è il "peccato cardinale" dello spirito razionale è, di conseguenza, prima facie «equivalente al rifiuto dell'eroe» – al rifiuto cioè dell'archetipo di Cristo, della Parola di Dio, dell'intuizione del "processo divino" come mediatore tra ordine e caos. L'arroganza della posizione totalitaria viene quindi inestirabilmente opposta «all'umiltà dell'esplorazione creativa».
Arguisce Peterson: «I massacri ruandesi, i campi di sterminio in Cambogia, le decine di milioni di morti (secondo la stima di Solzhenitsyn) come conseguenza della repressione interna nell'Unione Sovietica, le legioni di uomini massacrati durante la Rivoluzione culturale cinese (il grande balzo in avanti, un altro scherzo nero, accompagnato a volte, in particolare, dal divoramento della vittima), l'umiliazione pianificata e lo stupro di centinaia di donne musulmane in Iugoslavia, l'olocausto attuato dai nazisti, la carneficina perpetrata dai giapponesi nella Cina continentale – tali eventi non sono attribuibili alla parentela umana con l'animale, con l'animale innocente, né al desiderio di proteggere il territorio, interpersonale e intrapsichico, ma ad una malattia spirituale profondamente radicata».
Peterson evidenzia dunque che il totalitarismo è – in fondo – una «malattia spirituale», intendendolo, in altre parole, come un risultato dell'aver trascurato o peggio negato la tradizione morale radicata nella mitologia umana. Per questo motivo ritiene che la soluzione agli orrori totalitari e alla "malattia spirituale" del totalitarismo sia – in puro rispetto del significato evoluto della tradizione mitica umana – l'esaltazione del logos, dell'individuo eroico che media tra ordine e caos, che decide di prendersi la responsabilità di trovare un significato, affermando che: «una società fondata sulla credenza nella divinità suprema dell'individuo permette all'interesse personale di prosperare e di servire come potere che si oppone alla tirannia della cultura e al terrore della natura». Inoltre, secondo Peterson: «l'eroe rifiuta l'identificazione con il gruppo come ideale di vita, preferendo seguire i dettami della sua coscienza e del suo cuore. La sua identificazione con il significato - e il suo rifiuto di sacrificare il significato per la sicurezza - rende accettabile l'esistenza, nonostante la dimensione tragica della vita».

#### La «divinità dell'individuo»
Quindi, secondo Peterson, il modo migliore per risolvere il problema "spirituale" dei totalitarismi è a sua volta in qualche modo "spirituale", ovvero basato sulla «divinità dell'individuo» – che è poi anche il cardine del liberalismo classico occidentale, che per Peterson è una positiva secolarizzazione laica che si fonda, più o meno inconsciamente, sul significato etico evoluto degli antichi sistemi di credenze umani. Peterson asserisce infatti che: «la morale e il comportamento occidentali, ad esempio, sono predicati sull'assunto che ogni individuo è sacro», e che «tutte le etiche occidentali, incluse quelle formalizzate esplicitamente nei sistemi di legge occidentali, sono predicate su una visione del mondo mitologica, che attribuisce specificamente lo status divino all'individuo».
Per Peterson dunque, la soluzione al totalitarismo risiede in una combinazione tra un individualismo pragmatico, basato sulla libertà e la responsabilità individuale, e la consapevolezza del valore etico-morale della tradizione delle religioni e degli antichi sistemi di credenza.
Peterson adotta quindi una visione pragmatica secondo cui, almeno parzialmente, la verità è ciò che funziona, in modo tale che se il mito funziona nel fornire alle persone un senso del significato, allora in un certo qual modo si può dire che è vero. Per Peterson infatti: «Le interpretazioni mitologiche della storia, come quelle della Bibbia, sono altrettanto "vere" rispetto alle consuete interpretazioni empiriche occidentali, letteralmente vere, anche se modo in cui sono vere è diverso. Gli storici occidentali descrivono (o ritengono di descrivere) "cosa" è accaduto. Le tradizioni della mitologia e della religione descrivono al contrario il significato di ciò che è accaduto».

## Recensioni
Harvey Shepard, scrivendo nella colonna del Montreal Gazette dedicata alla religione, ha dichiarato: «Per me il libro riflette il profondo senso morale e la vasta erudizione dell'autore in aree che spaziano dalla psicologia clinica alle Sacre Scritture e una grande quantità di ricerca spirituale personale. [...] La visione di Peterson è sia guidata dai metodi scientifici e pragmatici moderni, sia profondamente conservatrice e tradizionale in modo importante». Sheldon H. White dell'Università di Harvard lo ha descritto come un «brillante ampliamento della nostra comprensione della motivazione umana [...] un bel lavoro», mentre Keith Oatley dell'Università di Toronto lo ha definito: «unico [...] una brillante nuova sintesi del significato delle mitologie e del nostro bisogno umano di relazionare alla storia la struttura profonda delle nostre esperienze».
Dan Blazer nell'American Journal of Psychiatry ha sottolineato che «non è un libro da astrarre e riassumere, ma da leggere per piacere (anche se è tutt'altro che una lettura leggera) e da utilizzare come stimolo e riferimento per espandere le proprie mappe di significato». Maxine Sheets-Johnstone in Psycoloquy l'ha descritto come un «libro originale, provocatorio, complesso e affascinante, che a volte è anche concettualmente problematico, eccessivamente ripetitivo ed esasperante nel suo formato», tuttavia «i valori positivi del libro superano di gran lunga i demeriti».
Gli psicologi Ralph W. Hood, Peter C. Hill e Bernard Spilka, nel loro libro The Psychology of Religion: An Empirical Approach (2009), hanno dichiarato che riguardo alla relazione tra il modello dei cinque fattori e la religione, il «modello dinamico per la tensione tra tradizione e trasformazione è stato magistralmente esplorato da Peterson (1999) come base della personalità per ciò che egli definisce l'architettura della credenza».
Nel 2017 Camille Paglia ha commentato dicendo che c'è un legame tra Maps of Meaning e il suo libro Sexual Personae.
Peterson ha commentato che fino al 2018 non c'è stata nessuna critica seria di Maps of Meaning e che lui non crede «che le persone abbiano idea di cosa fare del libro». Nel 2018, il professore di filosofia Paul Thagard ha scritto una recensione estremamente critica del libro di Peterson su Psychology Today, descrivendolo come «oscuro» e sostenendo che è «difettoso in quanto opera di antropologia, psicologia, filosofia e politica». Secondo Thagard «l'enfasi sul mito religioso e sugli individui eroici fornisce un modello scadente per comprendere le origini del totalitarismo e una guida ancora più scadente per sconfiggere i suoi mali. [...] Le idee di Peterson sono un miscuglio di self-help banale, filosofia amatoriale, mitologia cristiana superflua, psicologia junghiana senza prove empiriche e una politica individualistica tossica». Nathan J. Robinson, in un articolo su Current Affairs, ha descritto il contenuto del libro come una «teoria elaborata, non dimostrabile, infalsificabile e incomprensibile».